# Андреја Ловић
Андреја Ловић Андра (Офенбах на Мајни, 1996) српски је публициста и спољнополитички коментатор.

## Детињство и образовање
Андреја Ловић је рођен у Офенбаху на Мајни 1996. Завршио је основну школу у Офенбаху на Мајни као и Лајбниц-гимназију у истом граду. Студирао је публицистику на чувеном институту за публицистику на Јоханес Гутенберг Универзитету у Мајнцу, где је дипломирао са темом "Сервисно новинарство у радио програмима" са одличном оценом.

## Јавни живот

### Дијаспора
Андреја Ловић је бивши потпредседник Централног савета Срба у немачкој савезној покрајини Хесен, где се борио за права Срба у овој покрајини и југозападној Немачкој. Као истакнути дијаспорац  се бави питањем интеграција, политичке партиципације, те очувању српског идентитета, језика и културе. Аутор је многих манифестација и изложби у Хесену и Србији. Често указује на проблеме српске дијаспоре широм Света и залаже се за активнију партиципацију Срба из дијаспоре и региона у друштвено-политичком животу Србије. Новака Ђоковића сматра за највећег амбасадора Србије и прави пример српског дијаспорца.

### Резервни официр
Првог септембра 2020. године Ловић је уписао Курс слушалаца резервних официра Војске Србије на војној академији и исти завршио 26. фебруара 2021. године када је промовисан у чин резервног пешадијског потпоручника Војске Србије, као један од ретких Срба из дијаспоре. Шира јавност у Србији сазнала је за њега управо након промоције у чин резервног потпоручника, пошто активно промовише добровољно служење војног рока у Србији и залаже се за укидање суспензије обавезе служења војног рока.

### Јавни живот
У јавности често наступа као експерт за СР Немачку и њену спољну политику, те за домаће медије коментарише политичку ситуацију у тој земљи. Поред спољне политике, бави се и питањима међународне безбедности и геостратешком анализом и говори о темама из ове области.

### Савез удружења потомака ратника Србије 1912-1920
Као потомак ратника Првог светског рата, Андреја Ловић се ангажује у најстаријој организацији за неговање традиције у Републици Србији, Савезу удружења потомака ратника Србије 1912-1920. Представник српске дијаспоре у овој организацији и један од иницијатора истраживања и уређења српских војних гробаља у иностранству, држи и организује предавања о великом рату у земљу и иностранству .

### Политички ставови
Познат је по томе да се залаже за свеобухватну политичку неутралност Србије и да је скептичан пo питању европских интеграција Републике Србије. Залаже се за политику националне свести, неутралности и за такозвани "скандинавски" економски модел, који заговара спој социјалне државе и сталног економског развоја. Јавно заговара поново успостављање обавезног служења војног рока у Србији. Дијаспору сматра великом развојном шансом Србије, зато што су Срби рођени или школовани у иностранству "амбасадори" Србије. У јавном дискурсу говори о новим принципима новог мултинационланог светског поретка као што су:
- Немешање у унутрашње ствари суверених држава у питањима друштвено-политичког или економског уређења.
- Смањење безбедносне нестабилности смањењем страних војних капацитета у сувереним државама и у граничним зонама између држава и међународних вода.
- Стварање нове организације за сарадњу у области међународне безбедности, засноване на принципу равноправности суверених држава[21].